# Karl Gustav Wilhelm Ritter
Karl Gustav Wilhelm Ritter (ur. 30 października 1877 we Frankfurcie nad Odrą, zm. w sierpniu lub wrześniu 1933 w Słońsku) – niemiecki działacz związkowy, ofiara reżimu nazistowskiego, więzień obozu koncentracyjnego KL Sonnenburg, w 2009 uhonorowany w Słubicach tzw. "kamieniem pamięci".
Syn Carla Rittera i Ottili z domu Polansky, najstarszy z trojga rodzeństwa. Przyuczenie do zawodu zdobył w rodzinnym zakładzie Handwerkbetriebe Hufschlag & Wagenbau. Po śmierci ojca pracował w wielu różnych zakładach. Wykazywał aktywność antynazistowską. Wiosną 1933 trafił do obozu koncentracyjnego KL Sonnenburg w Słońsku, gdzie zginął w sierpniu lub wrześniu 1933. 11 września 1948 Rada Miejska we Frankfurcie nad Odrą przyjęła uchwałę o upamiętnieniu nazwami ulic i placów ofiar nazizmu rodem z Frankfurtu nad Odrą. Tym samym były Magazinplatz został przemianowany na Karl-Ritter-Platz.
12 listopada 2009 przed byłym domem Rittera przy ul. Kopernika w Słubicach (dawniej Holzhofstraße 18) odsłonięto tzw. "kamień pamięci" poświęcony jego osobie jako ofierze reżimu nazistowskiego. Na uroczystości obecni byli przedstawiciele samorządu, środowisk historycznych oraz mieszkańcy miasta.